# Arto Nilsson
Pour les articles homonymes, voir Arto (homonymie) et Nilsson.
Arto Nilsson est un boxeur finlandais né le 19 mars 1948 à Helsinki et mort le 11 juillet 2019.

## Carrière
Il participe aux Jeux olympiques d'été de 1968 et y remporte la médaille de bronze dans la catégorie des poids super-légers.